# Бушнін Євген Валерійович
Євге́н Вале́рійович Бушні́н — солдат, розвідник (8-й окремий полк спеціального призначення).

## Короткий життєпис
Випускник чернігівської ЗОШ № 32, вищу освіту здобув на історичному факультеті Чернігівського університету ім. Т. Г. Шевченка. Захоплювався археологією, був у складі рок-групи «Кущі».
Доброволець, розвідник, 8-й окремий полк спеціального призначення.
10 лютого 2015-го загинув під час обстрілу російськими бойовиками з боку Горлівки із РСЗВ «Смерч» аеродрому Краматорська. Тоді ж загинули Сергій Хаустович, Володимир Глубоков, Віктор Дев'яткін, Володимир Довганюк,
Денис Жембровський, Михайло Ілляшук, Ігор Шевченко, Сергій Шмерецький.
Вдома залишилися дружина та син. 14 лютого 2015-го похований у Чернігові, кладовище Яцево.

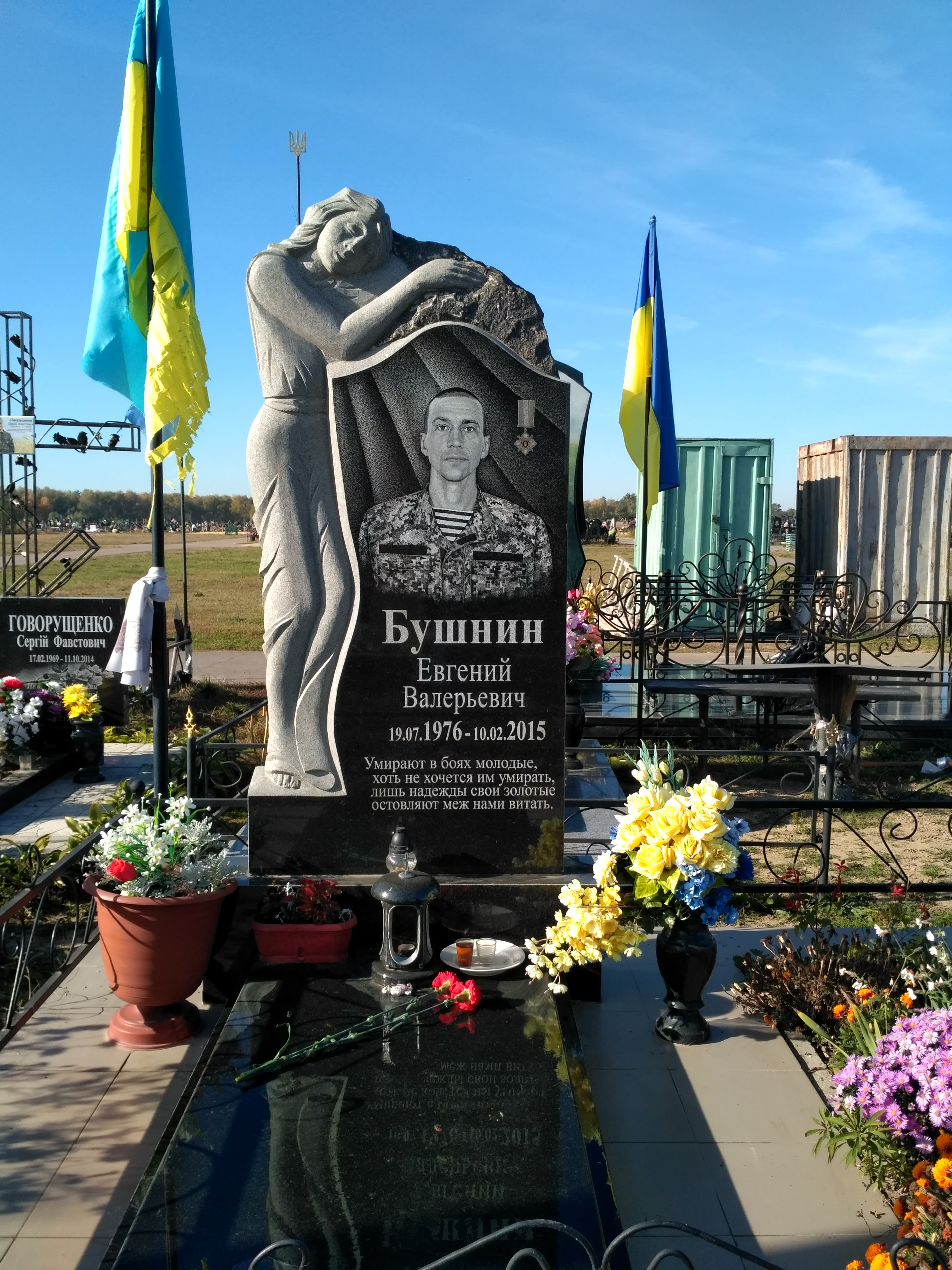
Могила Євгена Бушніна. Кладовище Яцево. Жовтень 2018

## Нагороди
За особисту мужність і героїзм, виявлені у захисті державного суверенітету та територіальної цілісності України, вірність військовій присязі під час російсько-української війни
- нагороджений орденом «За мужність» III ступеня (26.2.2015, посмертно).